# Dagens Story
Dagens Story var en svensk webbtidning om "berättare och berättelser", som grundades 2007. 
Redaktionen bestod av chefredaktören och kolumnisten Susanna Popova och den ansvarige utgivaren och tekniske chefen Rolf van den Brink. Enligt webbmagasinet självt var syftet att publicera material som inte "får plats" i andra medier. Många namnkunniga personer skriver för Dagens Story. Bland skribenterna märks journalisterna Staffan Heimerson, Gunnar Lindstedt, Vladimir Oravsky och Magnus Sandelin, psykologiprofessorn Lennart Sjöberg, Unn Palm, före detta vd på Wahlström & Widstrand, finansmannen Jacob Palmstierna med flera.[källa behövs] Bland annat Göteborgs-Postens kultursidor, Arena, Svenska Dagbladet, Dagens PS, Dalarnas Tidningar och Dagen har citerat Dagens Story.[källa behövs] Mats Holm var senior editor.
I februari 2009 upphörde publiceringarna på Dagens Story. Detta innebar inte en omedelbar nedläggning, men webbplatsen upphörde senare.